# آماندا سرنی
آماندا راشل سرنی (به انگلیسی: Amanda Rachelle Cerny) (متولد ۲۶ ژوئن ۱۹۹۱) یک شخصیت اینترنتی، کارگردان، بازیگر و مدل آمریکایی است. وی بیشتر به خاطر کانال یوتیوب و صفحه اینستاگرامش شناخته می‌شود که در حال حاضر بیش از ۲۴ میلیون دنبال کننده دارد. وی همچنین در شماره اکتبر ۲۰۱۱ مجله پلی‌بوی حضور داشت.

## اوایل زندگی و پیشینه
آماندا سرنی در ۲۶ ژوئن ۱۹۹۱ در پیتسبورگ، پنسیلوانیا متولد شد، اما در فلوریدای جنوبی بزرگ شده است.